# Turquie aux Jeux olympiques d'hiver de 1948
Cet article contient des informations sur la participation et les résultats de la Turquie aux Jeux olympiques d'hiver de 1948 à Saint-Moritz en Suisse. La Turquie était représentée par 4 athlètes. La délégation turque n'a pas récolté de médaille.